# Merkwiller-Pechelbronn
Merkwiller-Pechelbronn – miejscowość i gmina we Francji, w regionie Grand Est, w departamencie Dolny Ren.
Według danych na rok 1990 gminę zamieszkiwało 825 osób, 219 os./km².